# Tasso di saturazione in basi
Il tasso di saturazione in basi o grado di saturazione basica (abbreviato TSB o GSB) è, in pedologia, un parametro che indica la percentuale del complesso di scambio che è saturata da cationi di metalli alcalini e alcalino-terrosi. Questo parametro, accompagnato alla capacità di scambio cationico, permette di ottenere importanti informazioni relative alla fertilità chimica di un suolo.

## Presupposti
La capacità di scambio cationico è un indice della fertilità potenziale del terreno, ma non offre un quadro ben definito di quella che è l'effettiva fertilità riferita, in questo contesto, alla dotazione in elementi nutritivi: le cariche elettriche negative disseminate sulla superficie dei colloidi sono neutralizzate dai cationi, ma ai fini pratici, ciò che ha importanza è la natura dei cationi adsorbiti sul complesso di scambio.
Il complesso di scambio è per lo più saturato da ioni H+, ioni Al3+, ioni Ca2+ e Mg2+, K+ e Na+. A questo elenco 
si aggiungono altri cationi, ma la loro presenza si limita ad una percentuale trascurabile che in pratica non ha riflessi sulle proprietà chimiche generali. Sono tali gli ioni di metalli pesanti del gruppo I e del gruppo II (bario, stronzio, rubidio, cesio), il ferro III e lo ione ammonio.
I processi di scambio ionico sono regolati da un equilibrio dinamico fra la soluzione circolante e il complesso di scambio, perciò la percentuale di adsorbimento di una specie chimica aumenta con la sua concentrazione nella soluzione. A parità di condizioni, tuttavia, esiste un ordine di preferenza determinato dall'affinità che ha il catione nei confronti del complesso di scambio: in altri termini, alcuni cationi sono adsorbiti più facilmente di altri.
L'ordine di preferenza nella saturazione è determinato, in prima istanza, dalla valenza e, a parità di valenza, dal raggio ionico. Fa eccezione a questa regola generale lo ione idrogeno, che è quello che ha la maggiore affinità per il complesso di scambio. Dopo l'idrogeno, gli ioni trivalenti tendono a prevalere su quelli bivalenti e, questi, sui monovalenti. A parità di valenza è il grado di idratazione del catione ad essere determinante: i cationi di maggior raggio ionico hanno una minore densità elettrica perciò s'idratano di meno e si legano più facilmente al complesso di scambio. Riepilogando e facendo riferimento ai cationi di maggiore importanza, in termini quantitativi, l'ordine di affinità è il seguente:
Sotto l'aspetto pratico è importante sapere quanto del complesso di scambio è saturato, in termini complessivi, dalle basi di scambio, rappresentate dai cationi dei metalli alcalini (potassio e sodio) e alcalino-terrosi (calcio e magnesio). Fatta eccezione per il sodio, la cui presenza va poi riconsiderata sotto un altro aspetto, le basi di scambio rappresentano una parte degli elementi nutritivi delle piante e partecipano alla regolazione dei meccanismi della nutrizione minerale. Una presenza consistente di basi di scambio adsorbite sui colloidi è un indice di buona fertilità. Al contrario, l'eccesso di ioni idrogeno e alluminio rappresenta, per motivi differenti, una condizione di minore fertilità: il terreno è fondamentalmente povero di basi, ha un'acidità potenziale elevata, può causare fenomeni di fitotossicità.

## Espressione analitica
Il tasso di saturazione in basi è determinato analiticamente dal rapporto percentuale fra la sommatoria delle concentrazioni delle singole basi di scambio adsorbite e la capacità di scambio cationico (CSC), entrambe espresse in meq/100g:
Trattandosi di un rapporto percentuale che esprime una frazione della CSC, il grado di saturazione basica può assumere valori compresi fra lo zero e il 100%. I valori più bassi si riscontrano nei terreni fortemente acidi, poverissimi in basi, nei quali il complesso di scambio è saturato da ioni idrogeno e alluminio; i valori più alti si riscontrano nei terreni alcalini, ricchi in basi, nei quali il complesso di scambio è saturato prevalentemente da calcio e magnesio oppure dal sodio, secondo la natura dell'alcalinità.

## Importanza e valutazione agronomica
Il grado di saturazione in basi ha riflessi diretti su alcuni aspetti della fertilità del terreno.
Il primo aspetto si riferisce alla dotazione di elementi nutritivi: la dinamica dell'adsorbimento e del rilascio condiziona la disponibilità per le piante di elementi quali il calcio, il magnesio, il potassio e, indirettamente, una parte del fosforo. Un alto valore del TSB, associato ad un'elevata capacità di scambio cationico, denota un'elevata dotazione di basi, in grado di far fronte al fabbisogno nutritivo delle colture per molti anni. La concimazione può essere impostata in modo elastico e deve occuparsi del mantenimento di un alto livello di fertilità secondo il principio della restituzione. La concimazione di fondo può essere adeguatamente sfruttata per bilanciare il rapporto fra le basi di scambio. Al contrario, un basso TSB, a prescindere dalla capacità di scambio cationico, denota una scarsa dotazione di basi, probabilmente dovuta ad una carenza nella matrice litologica o ad un intenso dilavamento. La concimazione deve essere impostata in modo oculato, opera secondo il principio dell'anticipazione, deve essere rapportata ad eventuali cause di perdite, in particolare il dilavamento. La concimazione di fondo, in linea generale, può migliorare il tasso di saturazione in basi, ma la sua efficacia è strettamente dipendente anche da altri fattori.
Il secondo aspetto si riferisce al potere tampone del terreno. I terreni dotati di alta capacità di scambio cationico manifestano un elevato potere tampone, ossia una resistenza intrinseca alle variazioni di pH, ma il comportamento varia secondo il valore del tasso di saturazione in basi:
- Terreni con un TSB relativamente alto, dell'ordine del 50-70%, manifestano un alto potere tampone e neutralizzano entro ampi margini sia le cause di acidificazione sia quelle di alcalinizzazione. Dal momento che i terreni con queste caratteristiche si collocano entro valori ottimali del pH, si desume che la stabilità intrinseca nei confronti delle variazioni di pH si interpreta come una proprietà positiva: questi terreni non hanno bisogno di interventi correttivi e il potere tampone agisce principalmente su dinamiche indesiderate.
- Terreni con basso TSB sono ricchi di ioni idrogeno e presentano pertanto un'elevata acidità scambiabile. Il potere tampone si manifesta solo verso l'alcalinizzazione, mentre la resistenza intrinseca all'acidificazione è modesta, se non del tutto annullata. Terreni con queste caratteristiche si collocano in genere entro valori di pH eccessivamente bassi (pH inferiore a 5-5,5) e necessitano di interventi di correzione mirati ad innalzare il pH. Il potere tampone avrà una scarsa efficacia nel contrastare dinamiche che portano ad un peggioramento della reazione, per contro manifesta un'elevata resistenza proprio nei confronti degli interventi migliorativi, annullandone in modo più o meno marcato gli effetti.
- Terreni con TSB eccessivamente alto, dell'ordine del 90-100%, manifestano un elevato potere tampone solo verso l'acidificazione, mentre la resistenza intrinseca all'alcalinizzazione è modesta. Terreni con queste caratteristiche si collocano spesso entro valori di pH eccessivamente alti (pH > 8) e si oppongono proprio agli interventi di correzione che si prefiggono l'acidificazione.

Il terzo aspetto è di natura sia chimica sia fisico-meccanica. Quando ad un tasso di saturazione basica elevato si accompagna un'alta percentuale di sodio scambiabile il terreno ha proprietà fisiche negative, derivate dalla distruzione della struttura. Questi terreni hanno un pH eccessivamente alto (superiore a 8,5). A questi valori di pH è ostacolato l'assorbimento di diversi elementi nutritivi. Il terreno si presenta inoltre asfittico e poco permeabile in condizioni di elevata umidità, forma crosta superficiale in condizioni di bassa umidità, è soggetto a processi di migrazione dei colloidi lungo il profilo. In generale presentano condizioni di abitabilità pessime che impediscono l'esecuzione della maggior parte delle colture agrarie.
La tabella 1 riporta la valutazione del tasso di saturazione in basi rilevato nei terreni. Come si può vedere dalla definizione delle classi, i valori ottimali non si attestano sul 100% in quanto, per motivi che saranno esposti più avanti, è preferibile che nel complesso di scambio ci sia una quota del 15-35% non saturata.
| Classe di valutazione | Tasso di saturazione in basi |
| --------------------- | ---------------------------- |
| Molto basso           | meno del 45% della CSC       |
| Basso                 | 45 - 65% della CSC           |
| Ottimo                | 65 - 85% della CSC           |
| Alto                  | oltre l'85% della CSC        |

## TSB e reazione del terreno
La natura dei cationi adsorbiti sul complesso di scambio e la loro ripartizione specifica è strettamente correlata alla reazione del terreno. In generale il tasso di saturazione basica si riduce al diminuire del pH; infatti, l'aumento della concentrazione di ioni idrogeno nella soluzione circolante è in equilibrio con la percentuale di idrogeno nel complesso scambiabile. Più complesse sono le relazioni che intercorrono fra il pH e la ripartizione percentuale fra le diverse basi di scambio perché sono la risultante  di diversi fattori, fra i quali hanno un ruolo fondamentale la natura litologica della frazione solida, la dinamica dell'acqua nel terreno e le caratteristiche chimiche delle acque d'irrigazione e di falda.
I terreni tendenzialmente acidi sono in generale carenti in calcio; il TSB è basso, perciò nel complesso di scambio sono abbondantemente rappresentati lo ione idrogeno e l'alluminio. Fra le basi di scambio prevalgono il potassio e, entro una certa misura il magnesio, entrambi provenienti dall'alterazione di minerali che generalmente sono ben rappresentati nei terreni acidi (es. i feldspati nel caso del potassio e alcuni fillosilicati nel caso del magnesio). Queste basi sono facilmente rimpiazzate dagli ioni idrogeno e soggette ad eventuale dilavamento, ma il continuo rifornimento da parte dell'alterazione dei minerali primari permette di mantenere una presenza costante di questi elementi.
Nei terreni poveri di minerali potassici e magnesiaci, il sistematico dilavamento porta ad un progressivo aumento della saturazione da parte dell'idrogeno e dell'alluminio; il complesso di scambio in queste condizioni è instabile e nel tempo subisce alterazioni pedogenetiche (perdita e dilavamento di silice e cationi) con conversione in minerali che hanno una capacità di scambio cationico più bassa (es. ferriallitizzazione).
I terreni tendenti alla neutralità hanno in generale un TSB abbastanza alto, dell'ordine del 70-80%. La ripartizione fra calcio, magnesio e potassio scambiabili è apparentemente non omogenea perché la percentuale diminuisce passando dal calcio al magnesio e da questo al potassio. In realtà ciò è dovuto alla selettività dell'adsorbimento. In generale si può considerare la condizione ottimale per i seguenti motivi:
- La presenza di discrete quantità di calcio è potenzialmente favorevole alla formazione di una buona struttura.
- La presenza di una quota della capacità di scambio saturata da ioni idrogeno permette una valorizzazione della concimazione di arricchimento con la costituzione di riserve nutritive.
- La ripartizione percentuale è tale da contenere i fenomeni di antagonismo fra ioni bivalenti e ioni potassio nell'assorbimento radicale.

I terreni moderatamente alcalini (pH < 8,4-8,5) hanno un'alcalinità costituzionale, dovuta ad una forte presenza di calcare attivo. L'elevato tenore in calcio e magnesio nella soluzione circolante determina una completa saturazione del complesso di scambio da parte dei metalli alcalino-terrosi a scapito dell'idrogeno e del potassio. Il grado di saturazione basica è prossimo o uguale al 100%, con basi rappresentate dal calcio e, in misura nettamente inferiore, dal magnesio. La presenza di abbondanti quantità di calcio nel complesso di scambio permette l'evoluzione di un'ottima struttura, stabile e di tipo glomerulare, specie in presenza di un discreto tenore in humus.
Il difetto principale di questi terreni è la potenziale carenza in potassio, dovuta sia ad un ridotto tenore di potassio reticolare, sia ad una modesta percentuale nel complesso di scambio, perciò le piante potassofile possono incorrere in fenomeni di carenza.
I terreni alcalini propriamente detti (pH > 8,5-8,9) hanno un'alcalinità di assorbimento dovuta ad un elevato tenore in carbonati di sodio nella soluzione circolante e ad un'elevata percentuale di sodio scambiabile. Il tasso di saturazione in basi è del 100%; nel complesso di scambio sono presenti discrete quantità di calcio e magnesio non facilmente scambiabili e aumenta considerevolmente la quota rappresentata dal sodio; scarso, se non nullo, è il tenore in potassio.
La presenza di rilevanti quantità di sodio nel complesso di scambio provoca la dispersione dei colloidi con conseguente distruzione della struttura. Si tratta della condizione peggiore, che può portare alla perdita totale della vocazione agronomica di questi terreni.

## Ripartizione ottimale delle basi di scambio
Come detto in precedenza, in condizioni normali e ottimali il calcio si lega più facilmente al complesso di scambio mentre il potassio, avendo una sola carica positiva, ha una minore affinità rispetto agli ioni bivalenti. Il magnesio mostra invece un comportamento intermedio. Nella tabella 2 sono riportati i giudizi di valutazione delle dotazioni specifiche di basi di scambio.
| Tenore in Ca scambiabile | Tenore in Ca scambiabile |
| Valutazione              | % della CSC              |
| ------------------------ | ------------------------ |
| Molto basso              | meno del 35%             |
| Basso                    | 35 - 55%                 |
| Ottimo                   | 55 - 70%                 |
| Alto                     | oltre il 70%             |
| Tenore in Mg scambiabile |                          |
| Valutazione              | % della CSC              |
| Molto basso              | meno del 3%              |
| Medio                    | 3 - 10%                  |
| Alto                     | oltre il 10%             |
| Tenore in K scambiabile  |                          |
| Valutazione              | % della CSC              |
| Molto basso              | meno del 2%              |
| Medio                    | 2 - 5%                   |
| Alto                     | oltre il 5%              |

In linea approssimativa il rapporto ottimale Ca:Mg:K sul complesso di scambio è dell'ordine di 14:2:1 con il 15% della capacità di scambio cationico non saturata da basi di scambio, mentre la percentuale di sodio scambiabile è trascurabile. Condizioni di questo genere si verificano in genere nei terreni a reazione neutra con una dotazione equilibrata.